# Библия Линкольна
Би́блия Ли́нкольна — издание Библии, которое использовал для клятвы при своей инаугурации 16-й президент Соединённых Штатов Америки Авраам Линкольн. На этой же Библии, являющейся предметом коллекции Библиотеки Конгресса, принимали присягу 44-й президент США Барак Обама и 45-й и 47-й президент США Дональд Трамп.
Библия выпущена издательством Оксфордского университета в 1853 году и имеет 1280 страниц. Размеры книги — 15 см в длину, 10 см в ширину и 4,5 см в толщину. Обложка книги выполнена из красного бархата с позолоченными краями. На полной обложке Библии написано: «Подарена Аврааму Линкольну, президенту Соединённых Штатов, женщинами из Гражданского волонтерского госпиталя Филадельфии».
Библия демонстрировалась в Библиотеке Конгресса до мая 2009 года, когда проходили празднования двухсотлетия со дня рождения Авраама Линкольна.
Библия не является редким изданием, и аналогичная Библия без исторической важности Библии Линкольна будет стоить около 30 или 40 долларов.

### История получения
В отчетах говорится, что Линкольн получает Библию 16 июня 1864 года во время поездки военного времени в Филадельфию, собирая деньги для раненых солдат. Находясь там, Линкольн жертвует 48 экземпляров Прокламации об освобождении, подписанной его именем, которую они продавали для сбора средств. Он получает Библию в подарок. На ней есть украшения со словами «вера», «надежда» и «милосердие», созданные госпиталем, который ухаживает за больными солдатами во время Гражданской войны.